# Jean Liénard
Pour les articles homonymes, voir Liénard.
Pas d'image ? Cliquez ici

a Compétitions nationales et continentales officielles uniquement.

Dernière mise à jour le 29 mai 2010.
Jean Liénard, né le 21 septembre 1928 à Chaourse (Aisne) et décédé le 16 novembre 2005 à La Tronche (Isère) est un joueur de rugby à XIII puis de rugby à XV évoluant au poste de demi de mêlée.
À la suite de sa carrière de joueur, il se reconvertit en tant qu'entraîneur, notamment au FC Grenoble au sein duquel il reste l'une des figures marquantes.
La tribune honneur du Stade Lesdiguières est d'ailleurs rebaptisée de son nom le 13 décembre 2009 (en lever de rideau du match de Pro D2 FC Grenoble - US Oyonnax).

## Carrière
Né dans l'Aisne, c'est au cours de son exil dans le sud-ouest de la France pendant la Seconde Guerre mondiale qu'il découvre le rugby à XIII à Villeneuve-sur-Lot. Il évolue ensuite sous les couleurs de Roanne, où il devient international junior. C'est en 1949 qu'il arrive à Grenoble pour finir ses études d'ingénieur hydraulique et qu'il s'initie au XV. Surnommé la guêpe par ses coéquipiers, il décroche le titre de champion de France 1954 avec le FC Grenoble (victoire 5-3 face à l'US Cognac) au poste de demi de mêlée. Diminué par de nombreuses blessures, il termine prématurément sa carrière à Valence où il passe deux saisons de 1956-1958.
Par la suite, il commence sa carrière d'entraîneur à Voiron où, en quatre ans, il aide l'équipe première à effectuer quatre montées consécutives. En 1962, il revient au FC Grenoble qu'il mène au dernier carré du championnat de France et à la finale de la Coupe d'Europe des clubs champions FIRA.
Cette première période s'achève après trois ans en 1965 et la disqualification du club alpin pour avoir utilisé un joueur issue du jeu à 13.
Il part alors diriger le CS Vienne (1966-1967) puis La Voulte sportif avec qui il décroche le titre de champion de France en 1970. À cette époque, il a sous ses ordres plusieurs internationaux tels que Jean-Luc Averous, Jacques Fouroux, Guy et Lilian Camberabero.
Il revient au FC Grenoble en 1976 qui vit alors une période sombre et vient de descendre en groupe B. En quelques saisons, il permet au club alpin d'accéder aux demi-finales en 1982, aux quarts-de-finale en 1984, 1989 et 1990 mais également à deux finales consécutives en Challenge Yves-du-Manoir en 1986 et surtout en 1987 qui voit Grenoble remporter le titre en disposant du SU Agen (26-7). Il finira officiellement sa carrière tout à la fin des années 1980 tout en restant un personnage influent, notamment aux côtés de son "élève" Jacques Fouroux au début des années 1990.

### Rugby à XIII

#### Détails en club
| Saison    | Saison        | Championnat           | Championnat | Coupe           | Coupe      |
| Saison    | Saison        | Comp.                 | Class.      | Comp.           | Class.     |
| --------- | ------------- | --------------------- | ----------- | --------------- | ---------- |
| 1946-1947 | US Villeneuve | Championnat de France | 9e          | Coupe de France | 1/8 finale |
| 1947-1948 | US Villeneuve | Championnat de France | 8e          | Coupe de France | 1/4 finale |
| 1948-1949 | RC Roanne     | Championnat de France | 1/2 finale  | Coupe de France | 1/2 finale |

### Rugby à XV
- Avec le FC Grenoble :
  - Championnat de France de deuxième division : champion en 1951
  - Championnat de France de première division : champion en 1954[2]

#### Palmarès d'entraîneur
- Avec La Voulte sportif :
  - Championnat de France de première division : champion en 1970[3]
- Avec le FC Grenoble :
  - Championnat de France de première division : demi-finaliste en 1963 et 1982
  - Challenge Yves-du-Manoir : vainqueur en 1987, finaliste en 1986.
  - Coupe d'Europe des clubs champions FIRA : Finaliste en 1963.